# Kattimallenahalli, Arkalgud
Kattimallenahalli là một làng thuộc tehsil Arkalgud, huyện Hassan, bang Karnataka, Ấn Độ.